# 897 Lysistrata
A 897 Lysistrata (ideiglenes jelöléssel 1918 DZ) a Naprendszer kisbolygóövében található aszteroida. Max Wolf fedezte fel 1918. augusztus 3-án, Heidelbergben.